# Menhirs des Terriers
Les menhirs des Terriers sont un groupe de sept menhirs situés sur la commune des Arcs, dans le département du Var en France.

## Description
Le site a été découvert en 1922 par Marc Borréani lors d'une prospection dans le massif des Maures. Une fouille de sauvetage dirigée par Philippe Hameau y a été entreprise en 1994-1995. Les menhirs ont été retrouvés dressés, couchés, voire partiellement enfouis sur la pente nord de la montagne des Terriers, à environ 300 m d'altitude. Le site était parsemé de blocs en gneiss qui ont été reconnus comme des fragments des menhirs. 
| Menhir  | Nombre de fragments | Longueur minimum | Largeur moyenne | Épaisseur moyenne | Masse estimée |
| ------- | ------------------- | ---------------- | --------------- | ----------------- | ------------- |
| A       | 2                   | 2,10 m           | 0,48 m          | 0,15 m            | 350 kg        |
| B       | 1                   | 2,10 m           | 0,65 m          | 0,16 m            | 490 kg        |
| C       | 2                   | 2 m              | 0,50 m          | 0,14 m            | 275 kg        |
| D       | 3                   | 3,20 m           | 0,48 m          | 0,20 m            | 700 kg        |
| E       | 2                   | 3,60 m           | 0,60 m          | 0,23 m            | 1 100 kg      |
| F       | 2                   | ?                | 0,44 m          | 0,15 m            | ?             |
| G       | 1                   | 1,90 m           | 0,43 m          | 0,14 m            | 280 kg        |
| H       | 1                   | 1,76 m           | 0,46 m          | 0,14 m            | 300 kg        |
| I       | 1                   | 1,80 m           | 0,40 m          | 0,14 m            | 280 kg        |
| Données |                     |                  |                 |                   |               |

Il est probable que les pierres furent extraites d'un affleurement voisin situé à environ 300 m du site mais sur l'autre versant de la montagne, soit un dénivelé de 30 m à parcourir. Dans cette carrière, un bloc demeuré en place pourrait d'ailleurs correspondre à un menhir en cours d'élaboration qui fut abandonné sur place. A proximité, des lames et éclats de silex, ainsi que des tessons d'une céramique modelée, ont aussi été retrouvé. Les trois plus grands blocs ont été bouchardé pour en aplanir les surfaces ou le sommet (menhir D).
Le décapage en périphérie des pierres n'a révélé ni fosse de fondation ni pierres de calage, la disposition générale originale des pierres est donc inconnue. Elles ont été redressées au plus près de l'emplacement où fut retrouvé chaque fragment inférieur. 
Six tessons d'une céramique orangée ont été recueillis à la base du menhir B. Ils appartiennent à un unique récipient de forme globuleuse avec bord redressé attribué au Néolithique final. 